# Benedetto Adragna
Benedetto Adragna (Martina Franca, 26 maggio 1952) è un politico e giornalista italiano.

## La carriera politica
Sindacalista della Cisl in Sicilia, nel 1996 viene eletto Deputato dell'Assemblea regionale siciliana nella lista del Partito Popolare Italiano per il Collegio di Agrigento, con 7 562 voti di preferenza su 27 825 di lista (27,18%).
In questa XII legislatura (Assemblea Regionale Siciliana) ricopre la carica di Presidente del Gruppo Parlamentare del PPI e successivamente viene eletto Presidente della 4ª Commissione Legislativa Permanente Industria, Trasporti e Turismo; dal 26 luglio 2000 è eletto dal Parlamento siciliano Assessore Regionale al Lavoro, Previdenza Sociale, Formazione Professionale ed Emigrazione nella Giunta Leanza (2000-2001).
Nel 2001 aderisce al neonato movimento di Sergio D'Antoni, Democrazia Europea, ma non è rieletto all'ARS.
Nel 2006 viene eletto senatore con La Margherita. Nella XV legislatura è membro dell'11ª Commissione permanente (Lavoro, previdenza sociale) e della Commissione parlamentare d'inchiesta sul fenomeno della criminalità organizzata mafiosa o similare ed in cui assume la Presidenza di una sottocommissione.
Nel 2008 viene confermato senatore per il Partito Democratico. Fa parte dell'11ª Commissione permanente (Lavoro, previdenza sociale). Viene eletto dal Senato della Repubblica nell'Ufficio di Presidenza come Questore il 6 maggio 2008, incarico ricoperto fino alla conclusione della XVI legislatura, il 14 marzo 2013.
Alle elezioni politiche del 2013 è ricandidato al Senato della Repubblica, in regione Sicilia, nella lista Con Monti per l'Italia, non venendo tuttavia eletto in quanto la medesima lista in Sicilia non riesce a superare la soglia di sbarramento regionale dell'8%.